# 行政院收复区全国性事业接收委员会
行政院收复区全国性事业接收委员会是1945年10月下旬時任中華民國行政院院長宋子文在南京设立的政府机构，直属于行政院，由時任行政院副院长翁文灝主持，统筹办理收复区经济（包括工、矿、商、农、林、粮食、水利等）、交通、金融等全国性事业之接收、处理等事项。1946年7月该会结束。主管事务由行政院安定财政紧急会议第四处接办。1946年12月各接收区处理局改为敌伪产业清理处负责善后，隶属于中央信托局；审议委员会仍然直属于行政院。1947年3月依照经济紧急处置方案，加紧出售敌伪产业，行政院复设敌伪产业处理委员会。

## 历史
行政院資源委員會在1944年就已制定战后接收工作计划《沦陷区工矿事业接收办法实施纲要草案》，把沦陷区划为西南、东南、长江中游、长江下游、晋冀、淮鲁、东北7个接收区。行政院資源委員會还专门设立了随军工作团，其任务为“一、党政军各界之联系；二、敌伪事业之暂时接收与保管；三、调查情报之整理与传递；四、正式接收前之一切必要措置。”1944年翁文灏、何廉为首的行政院經濟部拟定了一份《第一个复兴期间经济事业总原则》草案，是“战后中国第一个经济建设五年计划”，其基本原则是“在混合经济中的有计划的发展”，即提倡国营、私营和积极引进外资投入的多种经济成分共存。《总原则》在国防最高委员会上表决通过并公布。
1945年8月获悉日本投降消息后，8月12日唐纵将军事委员会委员长侍从室拟订的《日本投降后我方处置之意见具申》呈报蒋介石：“从速发表上海、南京、武汉、平、津市长人选,并令各沦陷区省主席、市长从速前往抚辑流亡,恢复秩序”“饬复员委员会于一周内提出计划纲领并即核定实施，以免临时仓促陷于无计划无组织无秩序之行动。此事最好责成一大员负责主持统一步骤。”8月13日，国民政府任命马超俊、钱大钧、熊斌、张廷谔为京、沪、平、津四市市长，紧接着又指定了收复区苏、浙、赣、鄂、湘、闽、粤、桂、鲁九省的行政长官。8月17日制定《行政院各部会署局派遣收复区接收人员办法》。根据这一办法，分为7处办公区：苏浙皖区、湘鄂赣区、粤桂闽区、冀察热绥区、鲁豫晋区、东北区、台湾区；国民政府各部会署局以及国民党、三青团、军队各系统分头向沦陷区派出特派员或接收委员，接收敌伪资产，当时被称为“接收大员”。各地接收机关多如牛毛，如天津为23个，杭州为28个，北平为29个，而上海最多时竟达到89个：上海市政府、上海市德侨管理委员会、上海市党政接收委员会、上海市民营工商业产业处理委员会、上海市房地产处理委员会、上海地区逆产清理委员会、上海港口司令部、江海关、交通部特派员办公处、交通部中国战时运输管理局、交通部华中铁路管理委员会、国营招商局、交通部上海电信局、海军总司令部、军政部京沪特派员、军委会国际问题研究所、航空委员会、外交部上海特派员、军令部第二厅、军委会外事局、军委会政治部、军医署、淞沪警备总司令部、第三方面军军品接收委员会、第三方面军日俘管理处、第三战区军法执行监部、新六军上海指挥所、宪兵第23团、军统局、中美合作所、中统局、经济部苏浙皖区特派员办事处、财政部苏浙皖区财政金融特派员、京沪区直接税局、中央银行、中央信托局、中国银行、中国农民银行、交通银行、邮政总局、邮政储金汇业局、盐政局督运处、江苏田粮管理处、行政院农林部京沪区特派员、中央卫生署、行政院教育部特派员办公处、国民党中宣部上海特派员、中央通讯社、行政院社会部合作事业特派员、行政院资源委员会、中央广播事业管理处接收专员、行政院农林部上海实验经济农场、中央博物院等。
为此蒋介石令中國陆军总司令部“指导监督并得全权处理收复区内一切党政各事务”。1945年9月5日在陆军总部下成立党政接收计划委员会作为最高接收机构，由時任中國陸軍總司令何应钦上將兼任主任委员，社会部长谷正纲和陆总参谋长萧毅肃任副主任委员，秘书长李惟果。委员会下设党团、经济（含粮食、农林、水利等）、内政（含教育、社会、司法、卫生、地方行政等）、财政、金融、外交6个接收组，委员及各组负责人均由相关部门的代表担任。任务是搜集、研究接收资料，拟办接收计划与命令，联系协调接收工作。同时各省、市也相应设立党政接收委员会，根据《省市党政接收委员会组织通则》，地方党政接收委员会受中国陆军总司令及本地区受降军事长官指挥监督，省党政接收委员会由省政府主席、省党部主任委员、三青团省支部干事长、省政府各厅、处、局长中央各部、会、署、局接收特派员或其指定人员，市政府负责人等组成。但该会不过是“幕僚性质之机构”，并不实际主管接收工作。陆总也不可能具体处理军事接收以外的各项接收事务，实际接收是由各战区成立的、以战区接收机关为主、由行政院各部会特派员和各省市政府成员组成的接收委员会负责，各机关派出的接收委员或特派员具体主持接收。到陆总参加接收计划的军事委员会委员长侍从室秘书邵毓麟密电报告蒋介石：“军事接收以团体为对手，正面侧面相机配合，并运用其原有组织逐步接收，除有少数日军部队有不法行动，大致成绩尚佳。但行政经济接收情形极坏。”
1945年9月9日陆军总部发布命令：“政府机关暨国营事业，以及一切税款之收支，自我政府所派人员接收后，即应完全使用法币，不得再用伪钞，京沪区各银行，自民国三十四年九月十二日起，凡一切往来交易，应一律使用法币。”在行政院的伪钞处置政策的专门会议上，经济部次长何廉提出按照1：50，至多不超过1：60收兑，遭到了以宋子文、陈行、徐堪为首的财政部坚决反对。9月27日，财政部公布了《伪中央储蓄银行钞票收换办法》，将法币与伪中储券的兑换率定为1∶200。
1945年9月11日何应钦电请成立收复区全国性事业临时接收委员会，但直到9月下旬宋子文自国外回国，行政院才开始规范整顿收复区接收工作的混乱情形，于1945年10月12日颁布训令，责成所有中央党政军部门和地方党政单位，在10月15日前必须将其所接收的一切敌伪资产呈交详细报告。10月12日设立行政院院长驻沪办事处。10月23日，行政院召开院会决定组建“收复区全国性事业接收委员会”，任命行政院副院长翁文灏为主任委员，“办理收复区全国性事业接收事宜并协助中国陆军总司令部处理接收事宜”“全国性事业系指经济(包括工矿、商业、农林、粮食、水利等)、交通、金融事业,均由本会统筹接收,并移交有关各部会接管之”。但“接收办法公布既晚,且复一再变更,致敌伪事业,先经军事机关接收,复经地方机关接收,又经主管机关接收,接收一次,损失一次,至于不肖官吏军警勾结地痞流氓,明抢暗盗,所在多有,损失更所不赀。敌伪强占或强租强买人民房屋,经各机关接收后,任意占用或封锁,使人民无屋居,此为各城市之普遍现象,丧失人心,莫此为甚”。11月1日，全国性事业接收委员会在南京正式成立，同时在北平、青岛、上海、广州四个重要城市成立“敌伪产业处理局”，分别执行处理河北天津、苏浙皖、山东青岛、粤桂闽四区的敌产问题。湘赣两省因产业较少，即委托省政府处理，不另设机构。因东北和台湾情形特殊，其接收工作分别由东北行辕敌伪事业资产统一接收委员会和臺灣省行政長官公署日产处理委员会负责。
当时，收复区的接收工作中的贪污、索贿受贿行为被称为“三洋开泰”(爱东洋、捧西洋、要现洋)、“五子登科”(金子、房子、票子、车子、女子)。 1945年9月27日重庆《大公报》王芸生发表社评《收复失土不要失去人心》:“京沪的情况兴奋极了，也乱极了。在热烘烘、乱嚷嚷中，这二十几天时间，几乎把京沪一带的人心丢光了。有早已埋伏在那里的(地下工作人员),也有由后方去的,只要人人有来头,就人人捷足先抢。” 蒋介石在考察平津接收工作之后，致电宋子文痛斥这种只想接收而不顾恢复生产的现象：“对敌伪生产机构及经济事业，只图接收财产物资，未能配合需要，积极利用；甚有借口资金缺乏，不谋开展者，致生产萎缩，工人失业，贻中外人士以‘接收即停顿’，此实为抗战胜利后，革命政府最大之耻辱。”1946年5月国民政府组织由国民参政会、国民党中央监察委员会和监察院三方参加的“接收处理敌伪物资清查团”赴各收复区检查。
1945年11月23日行政院颁令执行重新制定的《收复区敌伪产业处理办法》。该办法规定：收复区敌伪产业之接收及处理，以全国性事业接收委员会为中心机关。各收复区原有的接收及处理敌伪产业机关，一律撤销移交各地处理局。该办法详细规定了处理敌伪资产的原则，分为保管、拨交（无偿划拨）、标卖、归还原主4种处理方法。还根据接收产业的类别，将收复区的产业分成军用品、运输工具、工厂矿场、粮食、地产、码头仓库等14类，委托中央各部委分别接收保管运用。
1. 军用品——军政部
2. 军舰——海军总司令部
3. 路上运输工具——战时运输管理局
4. 水上运输工具——招商局
5. 空中运输工具——航空委员会
6. 码头仓库——海关或直接有关机关
7. 工厂矿场设备原料成品——经济部
8. 固体及液体燃料——专管燃料机关
9. 地产房屋家具——中央信托局
10. 粮食（包括粮食、打米、面粉等厂）——粮食部
11. 农场（农业、蚕桑、水产、畜牧、兽医防治等事业）——农林部
12. 大学及文化机关之设备——教育部
13. 钱币、金银、证券、珍宝和饰物——中央银行。规定日伪发行银行由中央银行接收；经营外汇业务银行由中国银行接收；经营工业金融银行由交通银行接收；经营农业金融银行由中国农民银行接收；经营信托储金保险业务，由中央信托局接收；邮政储汇机构由邮政储金汇业局接收。
14. 直接有关地方事业——省、市政府

经济部被指定为产业接收的主管部门。经济部为统筹办理制定《收复区敌国资产处理办法》、《收复区工矿事宜接收处理办法》、《收复区重要工矿事业处理办法》和《处理工矿事业应行注意事项》等若于处理办法。其中《收复区敌国资产处理办法》规定：沦陷区各事业有归特种公司经营者(如满洲重工业特殊会社、轻金属特殊会社等)，有归军事管理者(如中兴煤矿、上海电厂、长江铁矿等)，又有名为中日合办而实为日方操纵者(如北支那开发株式会社、华中振兴会社及其投资之各事业)，此类事业关系最为重大，为吾国经济之命脉，须一律由中央政府接收清理，依照事业性质移交经营。宋子文主导下，大批冠以“中国”或“中华”字号的公营企业诞生：中國鹽業公司（以大沽盐场、天津接管的化学厂组建）、中国蚕丝公司（简称“中蚕公司”，形式上隶属于农林部，有8家工厂，工人不到3千人）、中国植物油料公司、中粮公司（形式上隶属于粮食部）、中国造纸公司、中国纺织建设公司（1946年有85家工厂、工人82千人）、中国茶叶公司、中国石油有限公司、中国渔业有限公司、中华水产公司、中华烟草公司、中国农业机械公司（形式上隶属于行政院善後事業委員會）等等，均以无偿划拨方式得到了大量敌伪产业资产。据经济部统计，截至1946年6月，已经接收的2243个工矿企业中，作“拨交”处理的1017个，标卖给民营的114个不到接收工厂总数的5％。公营资本控制了全国33%的煤，90%的钢铁，100%的石油和有色金属，67%的电力，45%的水泥，37%的纱锭，60%的织布机。到1948年上半年，公营产业资本已经占全国产业资本总额的80％以上。
财政部统计，到1946年底，收复区敌伪银行已接收者为629个单位，尚未接收者还有315个单位。“先后接收了伪中国联合准备银行、伪中央储备银行、伪满洲中央银行上海分行和伪省市银行以及德华银行(德)、日本横滨正金银行、日本勸業銀行、三菱银行、三井银行、住友银行、朝鲜银行等大批敌伪金融机构及其财产。其中仅伪中央储备银行交出的就有黄金50余万两、白银763万两、银元37万枚；伪满洲中央银行上海分行交出的黄金有8万余两、白银31万余两、银元24万枚”。
交通部负责策划接收，在全国京沪、武汉、平津、广东、东北和台湾六区分别设置特派员办公处，派遗通通信特派员前往收复区同接收委员会合作，负责接收工作。在具体接收过程中，交通运输业又被分为铁路、公路和航运三大部分。铁路接收工作基本上是以各铁路干线为主，将全国除台湾省之外划分为13区，每区主管数条干线，如京沪区，主管京沪、沪杭甬等线。公路接收则分为公路和与公路交通有关的工厂、器材两部分，前者由交通部与各省市分别接收，后者则由交通部下设的公路总局接收管理。关于航运接收，据交通部统计，除东北地区和台湾之外，交通部和其他单位共接收各地敌伪船舶只数为2751艘，吨位数为251288吨。
1946年的5月5日在南京举办了盛大的还都大典。至1946年6月，全国接收工作除东北区外基本完成。据行政院经济部统计，该部接收工矿企业单位数2401个，在七大区中，苏浙皖和冀察热绥两区最多，分别为700和677个，东北和粵桂闽两区最少，分别为148和109个。从接收的产业类别来看，工厂数最多达1831个，其次为公司、矿场和电气事业。截至1946年9月，全国总共932个接收单位复工，只占接收产业总数的38.8%。经济部承认，到1947年，从日伪接收过来的2411个工业企业，只有852个实际上恢复了生产。当时美国官方估计经济部所接收的敌伪产业共18亿美元左右。有学者认为战后接收的日伪在华工矿企业的投资总额当为20亿美元，其中资源委员会占有18亿美元，中纺公司得1.45亿美元，出售杂类工厂获0.15亿美元。1948年7月，在南京召开的军事会议上，蒋中正总结国民党军队在军事上失败的教训时说：“由于在接收时许多高级军官大发接收财，奢侈荒淫，沉溺于酒色之中，弄得将骄兵逸，纪律败坏，军无斗志。可以说，我们的失败，就是失败于接收。”
1946年6月由监察院牵头，国民党中央监察委员会和国民参政会参与组织接收清查团，赴苏浙皖、湘鄂赣、粤桂、冀察热绥、鲁豫、闽台、东北等地清查接收情况。
1949年前后，中国共产党接管各大中小城市，充分吸取了抗战胜利后国民党接收区的教训，各城市接管工作在军事管制委员会集中领导下，“各按系统、自上而下、原封不动、先接后分”，由军管会先把企业完整接收下来，严禁扣押、破坏和分散物资，贯彻“原职、原薪、原制度”的接管政策，不打乱企业原来的生产、技术、管理系统和核算制度，及时恢复生产，落实中共中央的“恢复与发展生产”方针；在生产过程中逐步开展民主改革。

## 机构
- 主任委员：翁文灏
- 副主任委员
- 委员
- 秘书长
- 副秘书长
- 总务组
- 接收组
- 处理组
- 会计室
- 上海区处理敌伪产业审议委员会和上海区敌伪产业处理局（后更名为苏浙皖区敌伪产业处理局）：将原在上海的各个接收及处理机构一律撤销，移交该局办理。11月相继接收了上海市民营工商业产业处理委员会、上海市房地产处理委员会、第3方面军军品接收委员会、上海市党政接收委员会、上海地区逆产清理委员会等。接收工作结束后，苏浙皖区的工作报告中曾对该区所接收的资产进行了统计该区接收敌伪产业总值达国币1.2万亿元，其中从敌日机构接收者为8683亿元，占总数的72.24%，从伪组织机构接收者为2959亿元，约占总数的24.61%，从敌德机构中接收者为383亿元，占总数的3.15%。如果加上隐匿走漏敌伪产业以及应属于国家的敌伪增益之资产设备，则接收的全部产业总值将达1.3万亿元。苏浙皖区所接收的工厂626个单位中，标明复工者仅103个单位，“尚不足接收工厂总数三分之一”。1948年7月，苏浙皖区处理敌伪产业审议委员会主任委员张福运，隶属于行政院。苏浙皖区敌伪产业处理局原局长病故，隶属中央信托局。
- 山东青岛敌伪产业处理局（后代理山西敌伪资产处理工作，称为鲁豫晋接收区）。1948年7月山东青岛区处理敌伪产业审批委员会主任委员左章全；山东青岛区处理敌伪产业清理处处长羊冀成。
- 广东区敌伪产业处理审议委员会和广东区敌伪产业处理局（后因工作范围扩大，改名为粤桂闽敌伪产业处理审议委员会和粤桂闽敌伪产业处理局）：局长兼主任委员林继庸。副局长赵晚屏。实际上在福州设立一个驻闽办公处之外，广西方面无从置喙。粤桂闽区敌伪产业处理局内设两个处四个组，其下再分科、股。秘书处掌理总务，处长董仲鼎；清算处掌理关于敌伪产业的清算记帐审核，处长李宗岳、副处长诸使生。第一组主管工厂矿场。第二组主管房地产、家具、码头、仓库。第三组主管船舶、车辆等交通工具。第四组主管物资。邝森担、黄炎如、丘正欧、程鸿轩分任组长。外地设驻海南办公处、驻闽办公处、驻潮汕办事处、驻海南办公处榆亚分处、驻江门专员办事处、驻湛江专员办事处，其他关于经营保管运用等机构，设有东亚烟厂、东亚烟厂附属铁工场煤炭运销处、广州炼气工厂、广州橡胶第三厂、盐步纸厂、广州第一水厂、南堤广东化学工厂、大良光中电力厂、盐步光中火柴厂、澳门原丰烟厂、广州化工第二厂、广州制药厂第二工场，广东电器修造厂、广州第一仓库、孔士洋行仓库。全局亦于1947年夏间结束，留用一小部分人员，改组为粤桂闽区敌伪产业清理处，处长赵晚屏，范永炎为秘书主任，缩编为审查和清算两个组，司徒尧为审查组长、杨曾博为清算组长，编30余人。隶属于中央信托局。这是清理敌伪产业的最后机构，直至1948年底才全部裁撤。 [10]1948年7月粤桂闽区处理敌伪产业审议委员会主任雷鸿坤。
- 河北平津区敌伪产业审议委员会和河北平津区敌伪产业处理局（后该区工作范围扩大至绥远省）：主任委员孙越崎。1948年7月河北平津区处理敌伪产业审议委员会主任委员谷钟秀，河北平津区敌伪产业处理局局长张楚。
- 处理武汉区敌伪产业处理特派员办公处。1948年7月中央信托局武汉区敌伪产业处处长钟朴生。
- 处理接收河南区敌伪产业特派员办公处。1948年7月特派员易天爵，隶属行政院。
- 冀察热绥接收区
- 东北接收区由东北行辕下设的东北敌伪事业资产统一接收委员会负责。1946年3月17日在锦州成立。主任委员熊式辉兼。主要成员由东北行辕政治委员会全体委员、东北行辕经济委员会全体委员、国民政府各部会委署驻东北特派员、东北各省政府主席、各市市长组成。分设军政、内政、财政金融、教育、经济、交通、某林、粮政、社会、司法行政宣传、水利、地政、卫生、善后救济等15组，以各特派员为组长。另设秘书处办理总务会计文书各项事务，监察处办理监督调查纠举各事务。经济部系统的生产管理局、房地产管理局成立前，本会设立生产组、房地产组。1946年5月从锦州移驻沈阳后，敌伪物资接收日多，又成立物资处。伪满兴农部、兴农合作社、兴农金库3机构分属农林部、社会部、财政金融3部门接收但无法分割，乃设立农务委员会统一接收。1946年9月，鉴于接收基本就绪，又成立处理处、清算处，为审议产权纠纷问题设评议委员会，为评定工矿物资之价格设立估价委员会。总会之下，各省市设分会（辽宁、辽北、安东、长春、吉林、热河等6个分会），各县区设支会。截至1947年2月，东北敌伪事业资产统一接收委员会已完成接收任务量的80%以上，接收日伪产业物资4 221 528宗，出售资产价值1.79亿元东北九省流通劵。[11]东北敌伪产业统一接收委员会监察处报告，截至1947年1月，该处查处侵吞物资案件及贪污案件即达988件，查扣物资价值合计东北九省流通券213900万元。1948年2月，东北敌伪事业资产统一接收委员会改为东北敌伪产业处理局，负责善后，局长洪钫，隶属于东北剿总。
- 台湾接收区由臺灣省行政長官公署日产处理委员会负责[12]1948年2月改为台湾省政府日产清理处。